# Nellyville
Nellyville은 미국의 힙합 가수 넬리의 앨범이다.